# Famille d'Arces
La famille d'Arces, également de Morard d'Arces, est une famille de la noblesse française subsistante, originaire du Dauphiné, issue de la famille noble de Morard. 

## Histoire

### Origines
La famille d'Arces est une tige de la famille noble dauphinoise de Morard,. Elle est issue du mariage du chevalier Hugues de Morard, seigneur de la Pierre, vers 1216, avec Guiffre/Guiffrède d'Arces,. Le couple a plusieurs fils, tandis qu'Henri poursuit la famille de Morard, « deux autres, Guigues et Aymon, substitués au nom de la famille de leur mère, fondaient une nouvelle maison d'Arces ».
Les deux frères sont auteurs de deux branches. Guigues hérite du château d'Arces, qui se situe actuellement dans le parc du château de Miribel sur la commune de Montbonnot-Saint-Martin. Aymon obtient la maison forte de La Pierre, à proximité de Tencin, ainsi qu'une autre maison à Domène.
Clément (2024) indique une extraction féodale de 1322.
Les preuves font monter la filiation suivie à 1326, pour Chaix d'Est-Ange (1903).
Selon le Grand armorial de France, la famille Morard de Galles « pense être sortie de celle d'Arces »,. Rivoire de La Bâtie (1867), dans la notice « Morard et Morard de Galles », mentionnait Henri, qui a gardé le patronyme Morard (voir ci-dessus), auteur de plusieurs branches, presques toutes éteintes.

### Seigneurs dauphinois
Dans la querelle opposant les Alleman aux Aynard, pendant près de cinq ans, à partir de 1335, ils s'allient aux derniers aux côtés d'une quinzaine d'autres familles de la région.

### Branche issue de Guigues
Par le mariage Bon d'Arces († 1452), seigneur de la Bâtie/Bastie (Meylan), avec Louise Lambert, les Arces héritent des terres de Lissieu et en partie de Condrieu, en Lyonnais.
Antoine d'Arces (en) († 1517) épouse Marguerite de Ferrières, qui lui apporte la baronnie de Livarot, en Normandie.
Le tombeau de ces seigneurs se trouve dans l'église de Condrieu.

### Branche issue d'Aymon
Aymon, chevalier, est l'auteur de la branche des seigneurs de Domène. Son fils, Soffrey, chevalier, obtient la charge de maréchal de Dauphiné.
Le chevalier Étienne d'Arces est maintenu dans sa noblesse le 16 janvier 1668, par jugement de l'intendant François Dugué. Son fils, Louis, avec plusieurs autres parents, fait enregistrer en 1696 son blason à l'Armorial général de France (registre du Daupliné). Il obtient en 1699 l'admission
à Saint-Cyr de sa fille Louise.
Le chef de cette famille est admis en 1788 aux honneurs de la Cour avec le titre de marquis d'Arces. Il se retrouve l'année suivante aux assemblées de la noblesse pour la province du Dauphiné.

### Subsistance
La branche issue d'Aymon de Morard d'Arces est subsistante en 2024. Elle est adhérente à l'Association d'entraide de la noblesse française, depuis le 22 décembre 1945.

## Filiations
- Hugues de Morard, seigneur de la Pierre, ∞ (vers 1216) Guiffre/Guiffrède d'Arces († v. 1275).
  - Henri.
    - suite de la famille de Morard.

  - Guigues de Morard d'Arces, ∞ N.N.
    - (?) Hugues († 1320).
      - branche de Morard d'Arces.
      - … (?)
        - N.N.
          - Jean d'Arces († 1454), religieux
          - Hugues d'Arces († 1441), ∞ Béatrix de Beaumont.
            - Bon d'Arces († 1452), sgr de la Bâtie/Bastie, ∞ Louise Lambert, dame de Lissieu et de Condrieu en partie.
              - Jean d'Arces, sgr. du Bost (Beaujolais), de La Bâtie (Meylan), de Condrieu, de Lissieu, de Montbives (Biviers) (Dauphiné), ∞ Antoinette ou Huguette Baile.
                - Antoine d'Arces (en) († 1517), dit le Chevalier blanc, sgr de Lissieu et de Bâtie/Bastie, ∞ Marguerite de Ferrières, dame de Livaro (Normandie).
                  - Jean d'Arces († 1590), baron de Livarot, chevalier.
                    - Guy d'Arces († 1581), baron de Livarot.

        - Hugues d'Arces († 1425), religieux
          - Jacquemetus (fils naturel)[11].

  - Aymon de Morard d'Arces, sgr des Maisons-Fortes, de Domène et de La Pierre, ∞ (1289) Ambroisie de Beaumont.
    - Soffrey d'Arces, sgr des mêmes terres, ∞ N.N.
      - Artaud/Arthaud d'Arces († v. 1378), chevalier, ∞ (1°) Aynarde de Ceuson, ∞ (2°) Mistralie de Beaumont
        - Guigues d'Arces († v. 1397), chevalier, ∞ N.N.
          - Artaud/Arthaud d’Arces († v. 1413),chevalier, ∞ Françoise d'Arles.
            - Louis d'Arces († v. 1467), chevalier, ∞ Guyonne du Fréhay.
              - Louis d'Arces, chevalier, ∞ Catherine Machy de Montagneu.
                - Humbert d’Arces, chevalier, sgr de Réaumont, Montagneu, ∞ Louise de la Poype.
                  - Jean d'Arces († v. 1569), chevalier, sgr de Réaumont, Montagneu,
                  - Claude d'Arces, chevalier, sgr de Maison-Forte, Domène, Réaumont, ∞ (1561) Françoise de Bologne de Salis.
                    - Jean d'Arces, chevalier, sgr de Réaumont, La Muette, Domène, ∞ (1596) Claudine de Berenger.
                      - Alexandre d'Arces, chevalier, sgr de Domène, Bayette, ∞ (1630) Bonne Francon.
                        - Étienne d'Arces, chevalier, sgr des mêmes terres, ∞ (1669[3]/78[6]) Lucrèce le Maître.
                          - Louis, chevalier, sgr des mêmes terres, ∞ (1684) Françoise de Pelegren (Chaix d'Est-Ange)[3] ou Barbe de Pelegrier de Preste (GAF)[6]

  - Soffrey, religieux.
  - Guiffrey, religieux.
  - Mordard, religieux.
  - Béatrix, ∞ Guillaume Antache.
  - Morarde, ∞ Guillaume des Vieux.
  - Emphelise, religieuse.

## Personnalités
- Antoine d'Arces (en), dit le Chevalier blanc, gentilhomme, seigneur de Lissieu et de Bâtie/Bastie, proche de Jean Stuart il est nommé vice-Roi d'Ecosse, mort assassiné[3],[12].
- Soffrey d'Arces, seigneur des Maisons-Fortes, de Domène et de La Pierre, maréchal du Dauphiné, bailli du Briançonnais[3].
- Art(h)aud d'Arces († v. 1378), fils du précédent, chevalier, bailli du Briançonnais[3].
- Claude d'Arces († 1519), cellérier de l'Ile-Barbe, abbé de Boscodon (1479-1519), appelé en 1511 par le chapitre d'Embrun à remplacer Rostaing d'Ancezune[13].
- Guy d'Arces († 1581), baron de Livarot, un des mignons du roi Henri III.
- Hugues d'Arces († 1425), prieur de Saint-Martin de Miséré, prévôt du Grand-Saint-Bernard (1419-1438) résigne en faveur de son neveu Jean (voir ci après)[11],[14],[15].
- Jean d'Arces (v.1370 † 1454), prévôt du Grand-Saint-Bernard (1419-1438), archevêque-comte de Tarentaise (1438-1454), cardinal (1449)[15],[14],[15].

Personnalités issues des Morard de Galles :
- Charles Morard de La Bayette de Galles (1734-1813), général de division de la Révolution française.
- Justin Bonaventure Morard de Galles (1741-1809), frère du précédent, amiral français.

## Armoiries
|  | Les armes simples de la famille se blasonnent ainsi : D'azur au franc-quartier d'or., |

|  | Les armes de la branche d'Arces, seigneur de Domène, se blasonnent ainsi : D'azur au franc-quartier d'or, à la cotice componée d'argent et de gueules de sept pièces, brochant sur le tout., Couronne de marquis. Devise : Le tronc est vert et les branches sont arses ; Autre devise Virlus, labor, honos. Dicton : Charité d'Arces,. |

La tige des Morard de Galles porte D'azur au franc-quartier d’or accompagné en chef d’une rose d’argent.,

## Alliances
Les principales alliances de la famille sont : de Beaumont, de Paladru, de Ferrières, d'Humières, de Maugiron, de Damas, Savary, de Comiers, de La Poype, de Bérenger (1596), de Chivallet, de Fay (1506), le Veneur de Tilières, de Monteynard (1427).